# Cerros Colorados
Cerros Colorados ist ein Komplex von Talsperren und Wasserkraftwerken am unteren Río Neuquén in der argentinischen Provinz Neuquén in der Region Comahue im nordwestlichen Patagonien. Cerros Colorados ist selbst ein Teil eines größeren Verbunds von Stauanlagen, der als El-Chocón-Cerros-Colorados-Komplex bekannt ist und auch die Talsperre El Chocón mit seinem Wasserwerk umfasst. Diese liegen weiter aufwärts am Fluss Limay.

## Überblick
Cerros Colorados besteht aus vier Absperrbauwerken (Portezuelo Grande, Loma de la Lata, Planicie Banderita und El Chañar) und nutzt zwei tiefe natürliche Senken (Depressionen), die "Los Barreales" und "Mari Menuco" heißen. Diese beiden zusammen sind die Staubecken von Cerros Colorados; sie liegen neben dem natürlichen Lauf des Neuquén.
Mit der Portezuelo-Grande-Sperre wird der Neuquén zuerst aufgestaut. Das Wasser wird in den Los-Barreales-See umgeleitet. Daraus kann Wasser zur Bewässerung sowie zur Trink- und Brauchwasserversorgung entnommen werden. Das Wasser fließt durch das Staubauwerk "Loma de la Lata" weiter zum Staubecken "Mari Menuco". Der Wasserspiegel im Mari-Menuco-Stausee ist an seinem Auslass bei "Planicie Banderita" 69 m höher als der Fluss, den das Wasser dort wieder erreicht. Dieser Höhenunterschied wird im Planicie-Banderita-Wasserkraftwerk zur Stromgewinnung genutzt. Dieses hat zwei vertikale Francis-Turbinen mit Siemens-Generatoren mit je 243 MW Leistungsvermögen (auch andere Zahlen werden angegeben) und erzeugt jährlich 1512 GWh Strom, der über 500 kV-Leitungen in das nationale Stromnetz eingespeist wird.
Ein weiteres kleines Staubauwerk namens "El Chañar" befindet sich etwa 10 km unterhalb von Planicie Banderita, um den Neuquén dort noch einmal zu regulieren.
Mit den Bauarbeiten wurde 1969 begonnen. Die erste Turbine wurde 1978 in Betrieb genommen. Am 31. Oktober 1980 wurde der Komplex offiziell in Betrieb genommen. 1993 wurde er privatisiert und die Konzession der Gesellschaft Hidroeléctrica Cerros Colorados S.A gegeben. 2000 wurde Cerros Colorados zusammen mit dem Thermalkraftwerk Alto Valle von Duke Energy erworben.

## Daten des Staubeckens Los Barreales
- Die Seeoberfläche liegt auf 421 Meter über dem Meeresspiegel.
- Der Wasserspiegel kann um 7 m schwanken.
- Die Oberfläche ist 413,1 Quadratkilometer groß (ca. 70 Prozent des Genfersees)
- Die mittlere Tiefe beträgt 67 m.
- Die maximale Tiefe beträgt 120 m.
- Das gespeicherte Wasservolumen liegt bei 27,7 Milliarden m³ (nach anderen Quellen 25,1 oder 28,1 Mrd. m³).
- Das Ufer ist 214,5 km lang.
- Die durchschnittliche Verweilzeit des Wassers ist 2,4 Jahre.
- Das Einzugsgebiet des Río Neuquén an der Sperre Portezuelo Grande ist etwa 20.000 km² groß.
- Der Río Neuquén hat hier einen mittleren Abfluss von 360 m³/s.

Beide Stauseen zusammen sollen nach verschiedenen Quellen einen Speicherraum von 43 oder sogar 48 Milliarden m³ haben. -
Die Absperrbauwerke sind Staudämme, zum Teil kombiniert mit Gewichtsstaumauern.